# Farzad Bazoft
Pour les articles homonymes, voir Bazoft (homonymie).
Farzad Bazoft, né en Iran le 22 mai 1958 et mort à Bagdad en Irak le 15 mars 1990, est un journaliste iranien installé en Grande Bretagne condamné à mort pour « espionnage » par le régime irakien de Saddam Hussein et exécuté par pendaison à Bagdad en 1990.
Journaliste de l'Observer, Bazoft avait été arrêté le 15 septembre 1989 à l'aéroport de Bagdad alors qu'il enquêtait sur l'explosion survenue dans une usine de munitions au sud de la capitale. Il avait été conduit sur le site du complexe militaire par une infirmière britannique, Daphne Parish. Bazoft avait avoué à la télévision avoir travaillé pour les services secrets israéliens. Lors d'un procès à huis clos, il avait été condamné à mort tandis que Daphne Parish était condamnée à quinze ans de prison. Elle sera finalement libérée en juillet 1990 sur ordre de Saddam Hussein, après une intervention du président zambien Kenneth Kaunda.